# Нікола Пізано
Нікола Пізано (Nicola Pisano; близько 1219 р., Апулія, Італія — між 1278  і 1282 р. Тоскана, Італія) — італійський скульптор, засновник школи італійської скульптури, батько скульптора Джованні Пізано.

## Життєпис
Народився в Апулії, але точна дата невідома. Вважають, що навчався у місцевих майстрів, які працювали для двору імператора Фрідріха II. Там знаходився центр поширення класичних традицій. Близько 1245 року Нікола переїхав у Тоскану і працював у Кастелло дель Імператоре в Прато. Нікола Пізано, ймовірно, вчився у ювеліра, тому що тонко і детально зображував деталі, зокрема, витончені драпіровки, що згинаються. Пізано створив 28 сцен з життя Іоанна Хрестителя, святого покровителя міста. Творчість Пізано вплинула на Донателло, Гіберта і Луку делла Роббі.

## Творчість
Коли скульптор працював у Прато, певно, виконав зображення левів на порталі замку. «Голова дівчини», яка експонується в Римі в Палаццо Венеція, також вважається роботою Нікола Пізано тосканського періоду. Пізніше Пізано переїхав до Лукки. На фасаді собору Святого Мартіна ним були виконані рельєфи «Різдво», «Поклоніння волхвів» і «Зняття з хреста». У Пізі скульптор влаштувався між 1245 і 1250 роками. Тут народився його син Джованні. У документах з того часу Нікола зазначається Нікола Пізано. Близько 1255 року скульптор отримав замовлення на кафедру для баптистерія в Пізі. Роботу виконував з декількома помічниками, серед яких були Арнольфо ді Камбіо і Лапо ді Річевуто. Ця робота вважається одним з шедеврів, у ній Пізано поєднав біблійні сюжети і мотиви класичного стилю. Шестикутна споруда з білого, рожево-червоного і темно-зеленого мармуру спирається на арки, які підтримуються високими колонами. У кутках арок розташовані фігури чотирьох основних чеснот та Іоанна Хрестителя і архангела Михаїла. Скульптор надихнувся тріумфальними арками, які бачив в Римі під час поїздок в Остію. Між 1260 і 1264 роками він завершив будівництво куполу баптистерію у Пізі, який був розпочатий архітектором Діотісальві. Пізано збільшив висоту баптистерія і увінчав його двома куполами: півсферичним і зрізаним конічним. Фасад декорував скульптурами син Нікола Джованні в 1277—1284 роках. У 1264 році Нікола замовили ковчег для мощів святого Домініка. Пізано розробив проєкт ковчегу, але внесок у втілення задуму був, ймовірно, мінімальний. У 1265 році він вже працював над кафедрою для Сіенського собору. Восьмикутна кафедра, яку закінчив у 1268 році, схожа на пізанську, але більшого розміру і декорована розкішніше. Її багатофігурні рельєфи, на тему порятунку і Страшного суду мають впливу французької готики. У роботі над цією кафедрою Пізано допомагали його син Джованні, Лапо ді Річевуто, Арнольфо ді Камбіо. Кращі твори Ніколи Пізано: рельєф Благовіщення, Різдво Христа, Поклоніння пастухів. Цей рельєф щільно заповнений, як і інші рельєфи кафедри, людськими фігурами, має характерний малюнок складок. Працюючи, скульптор використовував буравчик і троянку, що свідчить про уважне вивчення технології античних майстрів. Його персонажі мають величний вигляд.

## Галерея

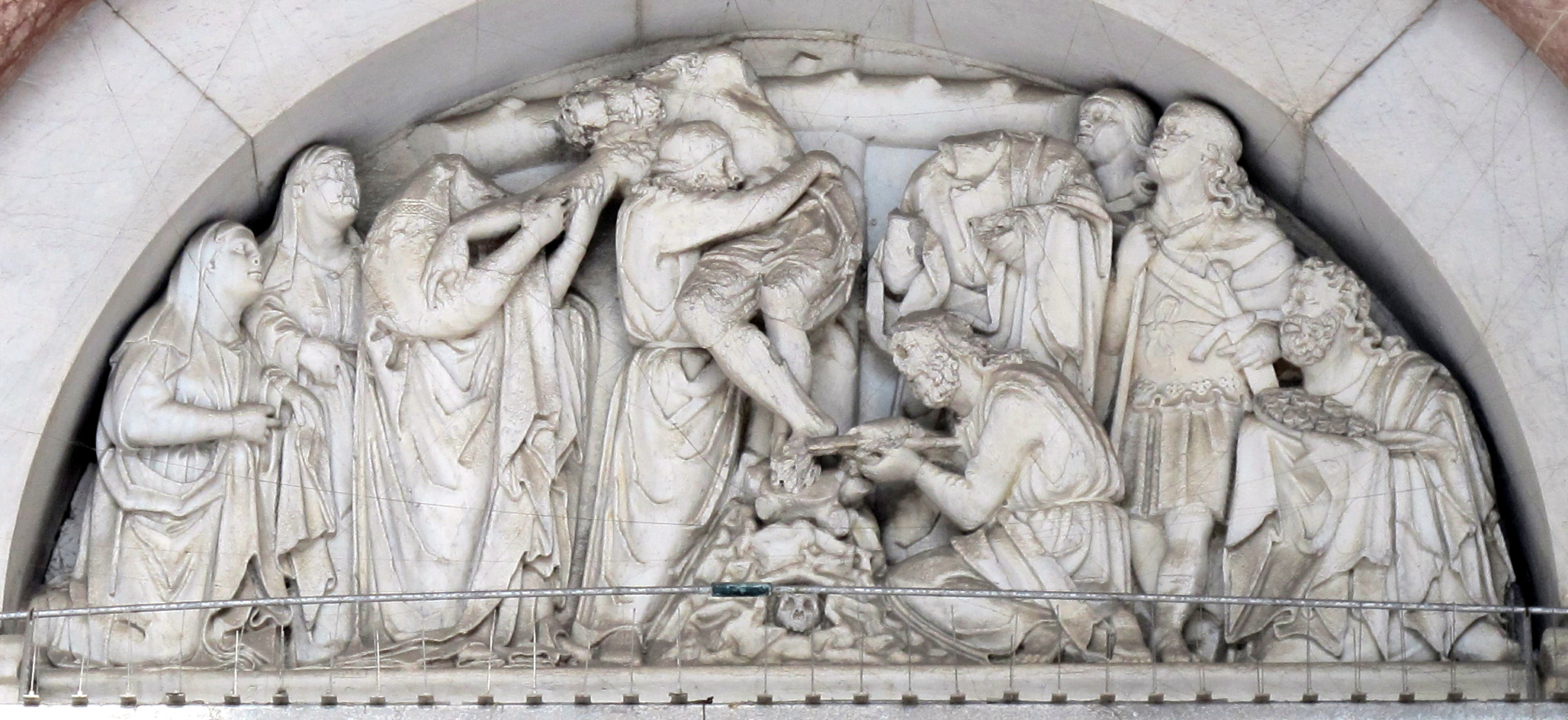
Тимпан собору у Луцці.
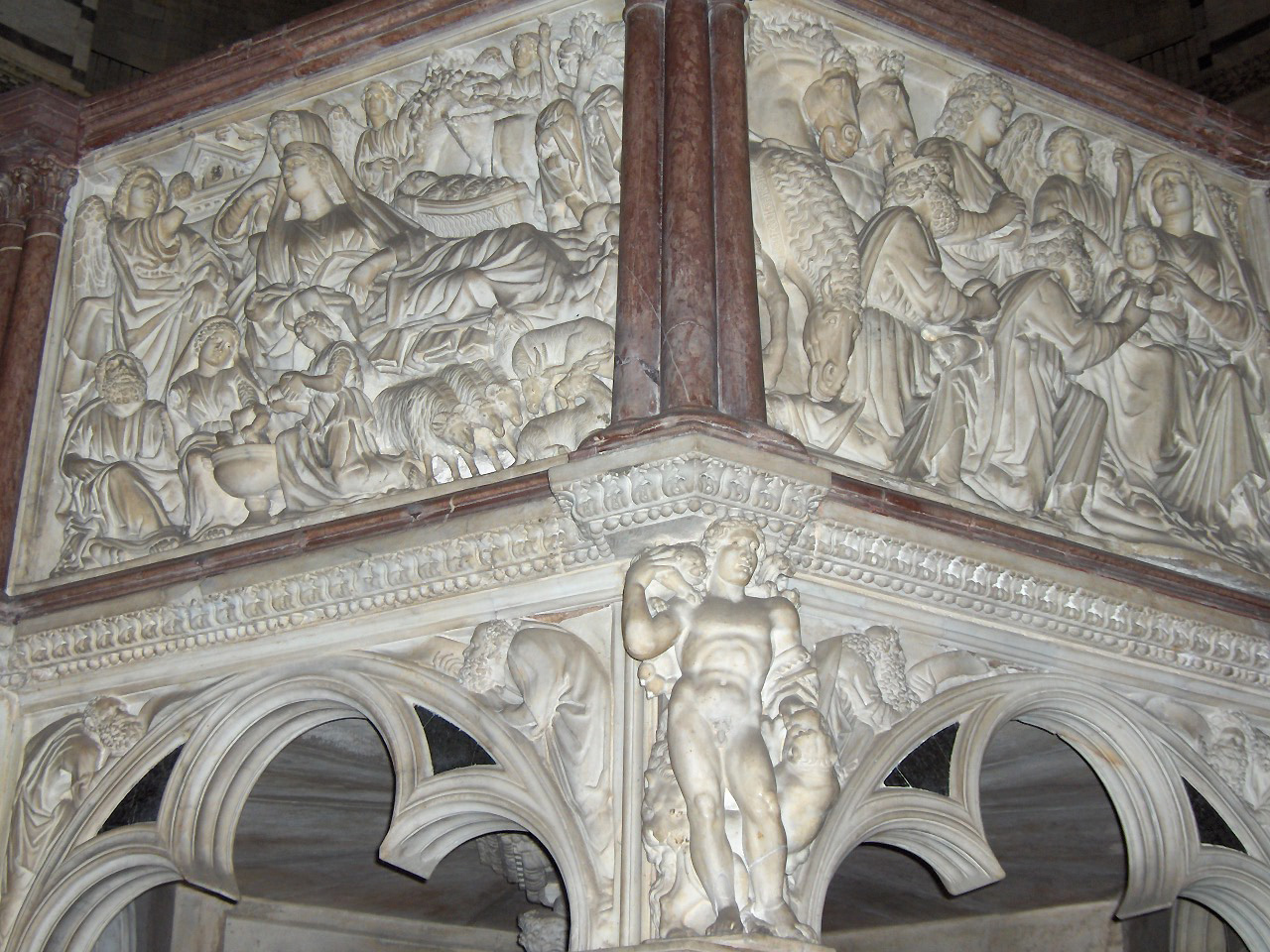
Деталі баптистерію у Пізі.
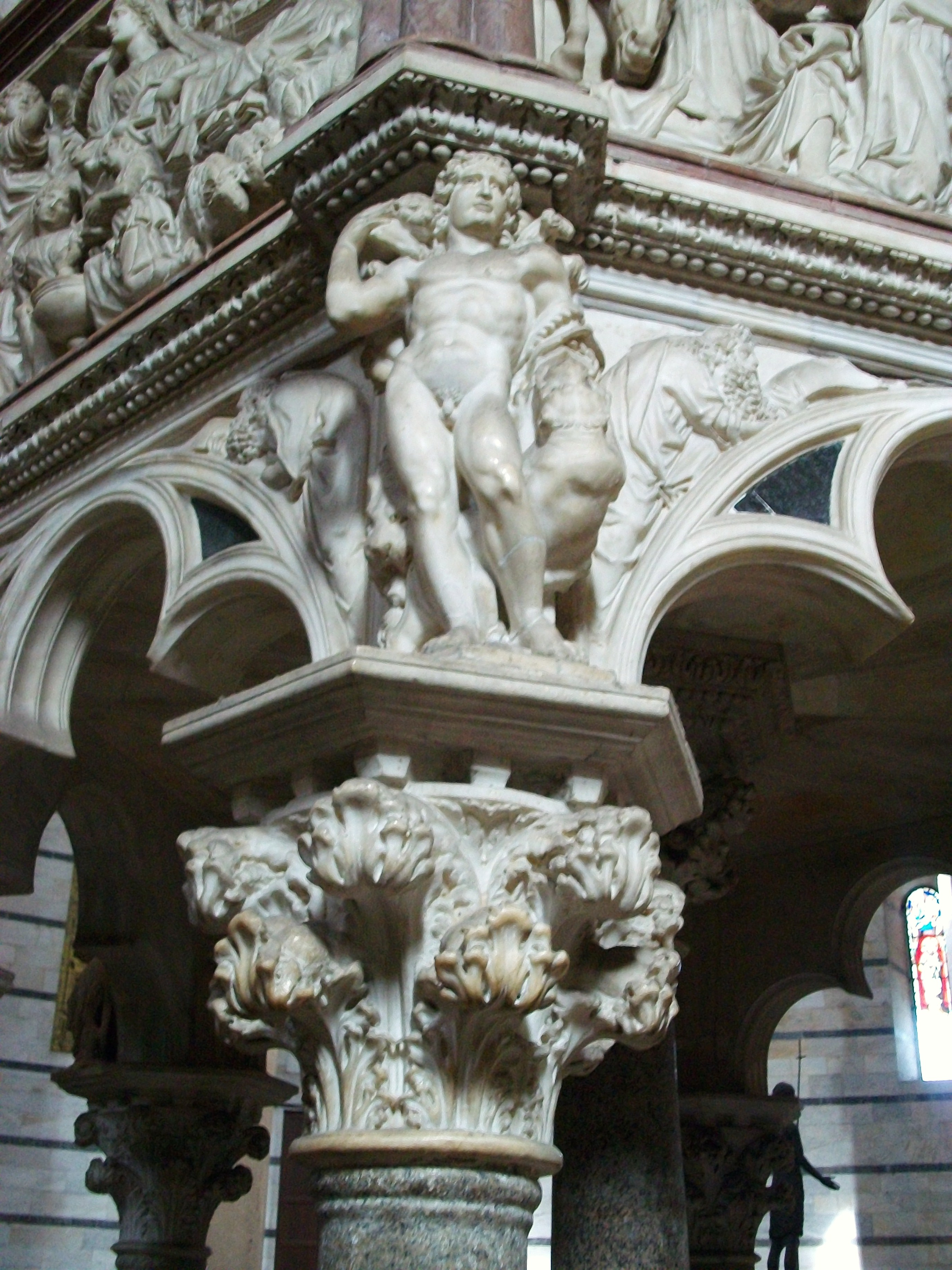
Деталь амвона баптистерію у Пізі.
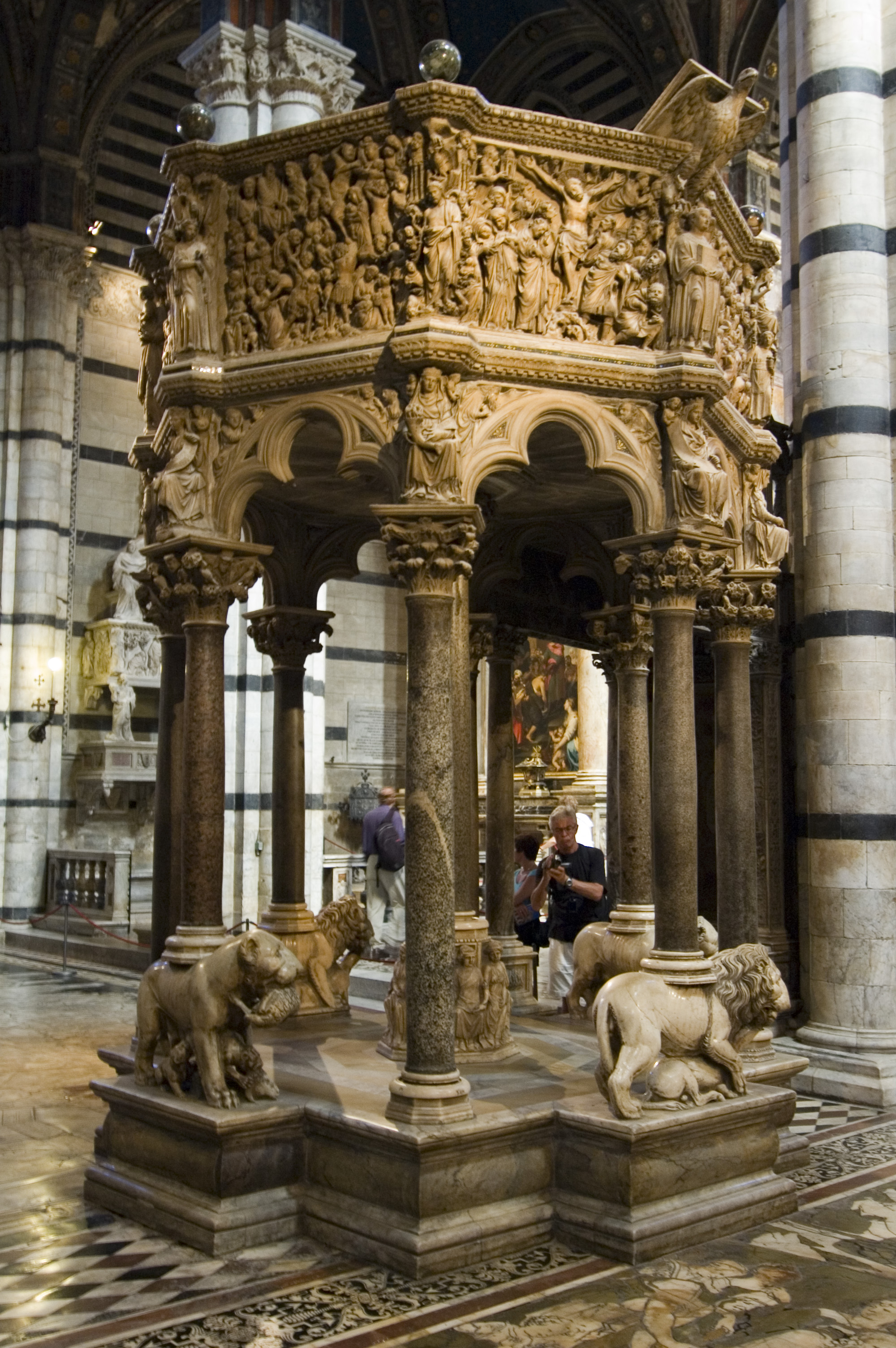
Крісло у Сієнському соборі.
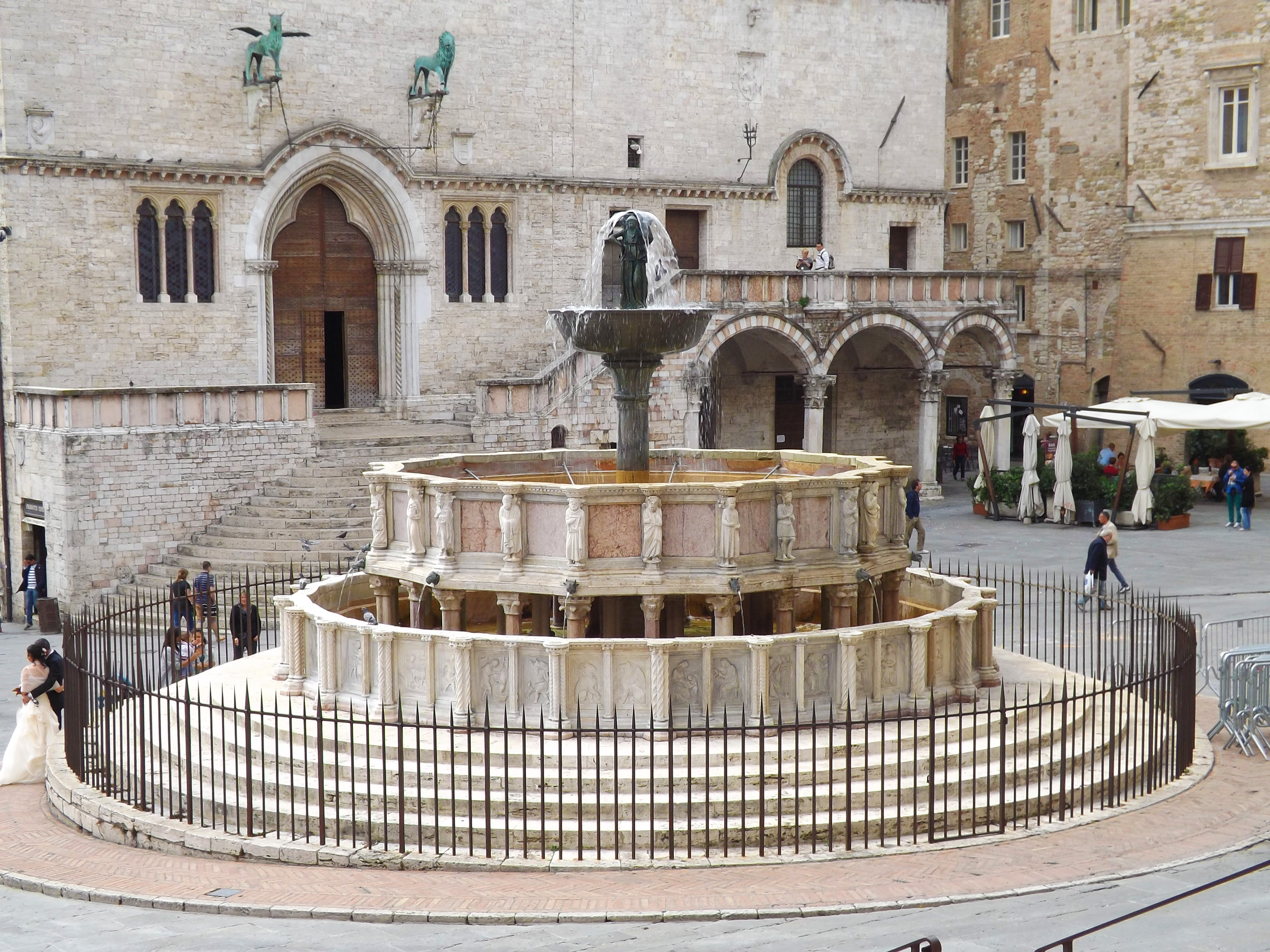
Фонтан Маджоре у Перуджі.